# Херрманн, Эдвард
Э́двард Хе́ррманн (англ. Edward Herrmann; 21 июля 1943[…], Вашингтон — 31 декабря 2014[…], Манхэттен, Нью-Йорк) — американский актёр театра, кино и телевидения.

## Биография
Эдвард Кирк Херрманн родился 21 июля 1943 года в Вашингтоне. Мать — ирландка Джин Элеанор (в девичестве — О’Коннор), отец — немец Джон Энтони Херрманн. Вырос Эдвард в пригороде Детройта Гроссе-Пойнте. В 1965 году окончил Бакнеллский университет, актёрскому мастерству обучался в Лондонской академии музыкального и драматического искусства по программе Фулбрайта.
Впервые на сцене Херрманн появился в ноябре 1971 года в спектакле «Лунные дети». В следующем году начал играть на бродвейских подмостках, и в 1976 году получил премию «Тони» в категории «Лучший актёр» за роль в спектакле «Профессия миссис Уоррен».
Впервые на экранах Херрманн появился также в 1971 году в фильме «Леди Свобода», где исполнил небольшую роль полицейского, не удостоившись даже упоминания в титрах. С 1973 года снимается регулярно, и в итоге за сорок лет появился уже более чем в 120 фильмах и сериалах. Кроме того Херрманн записывает аудиокниги, с 1992 по 2001 год озвучивал рекламу автомобилей Dodge, с 2004 года выступает рассказчиком за кадром во многих проектах телеканала «История».
Первый брак актёра со сценаристкой Лей Карран, заключённый 9 сентября 1978 года, закончился разводом. Второй раз Херрманн женился в 1992 году, всего у него трое детей. Эдвард Херрманн увлекался старыми автомобилями, в его коллекции находились Packard Light Eight 900 Coupe Roadster Convertible 1932 года выпуска и Auburn 8-90 Speedster 1929 года.
Умер в больнице от рака мозга.

## Избранные награды и номинации
- 1976 — Прайм-тайм премия «Эмми» в категории «Лучшая мужская роль в драматической или комедийной программе» за роль в фильме «Элеанор и Франклин»[англ.] — номинация.
- 1977 — Прайм-тайм премия «Эмми» в категории «Лучшая мужская роль в драматической или комедийной программе» за роль в фильме «Элеанор и Франклин: Годы в Белом доме»[англ.] — номинация.
- 1986 — Прайм-тайм премия «Эмми» в категории «Лучший приглашённый актёр в драматическом телесериале» за роль в сериале «Сент-Элсвер» — номинация.
- 1987 — Прайм-тайм премия «Эмми» в категории «Лучший приглашённый актёр в драматическом телесериале» за роль в сериале «Сент-Элсвер» — номинация.
- 1996 — Премия Гильдии киноактёров США в категории «Лучший актёрский состав» (совместно с ещё 19 актёрами) за роль в фильме «Никсон» — номинация.
- 1999 — Прайм-тайм премия «Эмми» в категории «Лучший приглашённый актёр в драматическом телесериале» за роль в сериале «Практика» — победа.

## Избранные работы

### Роли на телевидении
- 1976 — Элеанор и Франклин[англ.] / Eleanor and Franklin — Франклин Рузвельт в возрасте 20—50 лет
- 1977 — Элеанор и Франклин: Годы в Белом доме[англ.] / Eleanor and Franklin: The White House Years — Франклин Рузвельт
- 1982 — Электрическая бабушка[англ.] / The Electric Grandmother — отец
- 1984, 1986 — Сент-Элсвер / St. Elsewhere — Отец Джозеф Маккейб (в 4 эпизодах)
- 1994 — Не пей воду / Don’t Drink the Water — мистер Килрой
- 1995 — Семейка Монстер[англ.] / Here Come the Munsters — Герман Монстер
- 1995, 1999, 2009 — Закон и порядок / Law & Order — разные роли (в 3 эпизодах)
- 1997, 1998, 2001 — Практика / The Practice — Андерсон Пирсон (в 10 эпизодах)
- 1999 — Атомный поезд / Atomic Train — Президент США
- 1999 — Вендетта[англ.] / Vendetta — Д. А. Лузенберг
- 2000, 2001, 2003 — Тюрьма Оз / Oz — Гаррисон Бичер (в 6 эпизодах)
- 2000—2007 — Девочки Гилмор / Gilmore Girls — Ричард Гилмор (в 154 эпизодах)
- 2001 — Джеймс Дин / James Dean — Рэймонд Мэсси, канадский киноактёр
- 2007 — Анатомия страсти / Grey’s Anatomy — доктор Норман Шейлс (в 3 эпизодах)
- 2009 — Пит в перьях / Hatching Pete — Фред Дейли, директор школы
- 2010, 2012 — Хорошая жена / The Good Wife — Лайонел Дирфилд (в 5 эпизодах)
- 2012 — Закон Хэрри / Harry’s Law — судья Лестер Бэбкок (в 3 эпизодах)

### Роли на широком экране
- 1971 — Леди Свобода[англ.] / Lady Liberty — полицейский (в титрах не указан)
- 1973 — Бумажная погоня[англ.] / The Paper Chase — Томас Крейг Андерсон, студент-юрист
- 1973 — День дельфина / The Day of the Dolphin — Майк
- 1974 — Великий Гэтсби / The Great Gatsby — Эвинг Клипспрингер
- 1975 — Великий Уолдо Пеппер / The Great Waldo Pepper — Эзра Стайлс
- 1978 — Бетси[англ.] / The Betsy — Дэн Уэйман
- 1978 — Звёздная мишень[англ.] / Brass Target — полковник Уолтер Джилкрист
- 1981 — Война Гарри[англ.] / Harry’s War — Гарри Джонсон
- 1981 — Красные / Reds — Макс Истмен, журналист
- 1982 — Долина смерти / Death Valley — Пол Стэнтон
- 1982 — Энни / Annie — Франклин Рузвельт
- 1984 — Миссис Соффел / Mrs. Soffel — Питер Соффел, начальник тюрьмы
- 1985 — Пурпурная роза Каира / The Purple Rose of Cairo — Генри
- 1985 — Человек в одном красном ботинке / The Man with One Red Shoe — мистер Браун
- 1985 — Компрометирующие позы / Compromising Positions — Боб Сингер
- 1987 — Пропащие ребята / The Lost Boys — Макс
- 1987 — За бортом / Overboard — Грант Стейтон-третий
- 1988 — Большой бизнес / Big Business — Грэхэм Шербёрн
- 1992 — Герой / Hero — мистер Бродмен, самоубийца (в титрах не указан)
- 1993 — Рождённая вчера[англ.] / Born Yesterday — Эд Девери
- 1993 — Мой парень воскрес / My Boyfriend’s Back — мистер Дингл
- 1994 — Богатенький Ричи / Richie Rich — Ричард Рич, миллиардер
- 1995 — Никсон / Nixon — Нельсон Рокфеллер
- 1999 — Прогулка по Египту[англ.] / Walking Across Egypt — преподобный Вернон
- 2001 — Двойные неприятности[англ.] / Double Take — Чарльз Олсворт
- 2001 — Лифт / Down — Миллиган
- 2001 — Смерть в Голливуде / The Cat’s Meow — Уильям Херст, медиа-магнат
- 2002 — Императорский клуб / The Emperor’s Club — Вудбридж, директор школы
- 2003 — Невыносимая жестокость / Intolerable Cruelty — Рекс Рексрот
- 2004 — Добро пожаловать в Лосиную бухту / Welcome to Mooseport — Эвери Хайтауэр, редактор предвыборных речей (в титрах не указан)
- 2004 — Авиатор / The Aviator — Джозеф Брин
- 2006 — Странные родственники / Relative Strangers — Даг Клейтон
- 2006 — Женюсь на первой встречной / Wedding Daze — Лайл
- 2006 — Я соблазнила Энди Уорхола / Factory Girl — Джеймс Таунсенд
- 2007 — Кажется, я люблю свою жену / I Think I Love My Wife — мистер Лэндис
- 2009 — Скептик / The Skeptic — доктор Шепард
- 2009 — Шесть жён Генри Лефея / The Six Wives of Henry Lefay — Гудено, директор похоронного бюро
- 2011 — Баки Ларсон: Рождённый быть звездой / Bucky Larson: Born to Be a Star — Джеремайа Ларсон, бывший порноактёр
- 2012 — Проверка стоимости[англ.] / Price Check — Джек Беннингтон

### Сразу на видео
- 2012 — Пятёрка кладоискателей[англ.] / Treasure Buddies — Филип Веллингтон

### Озвучивание видеоигр
- 2004 — Men of Valor — рассказчик за кадром